# FUMIKODA
FUMIKODAは、幸田フミが2016年に創業した日本のファッションブランド、および同ブランドを展開する企業である。日本製のヴィーガンレザーを使用してバッグ、カードケースなどを日本国内で生産、販売している。
2020年に外務省が米国で管轄する施設JAPAN HOUSE LAで製品を展示販売している。